# طاطا

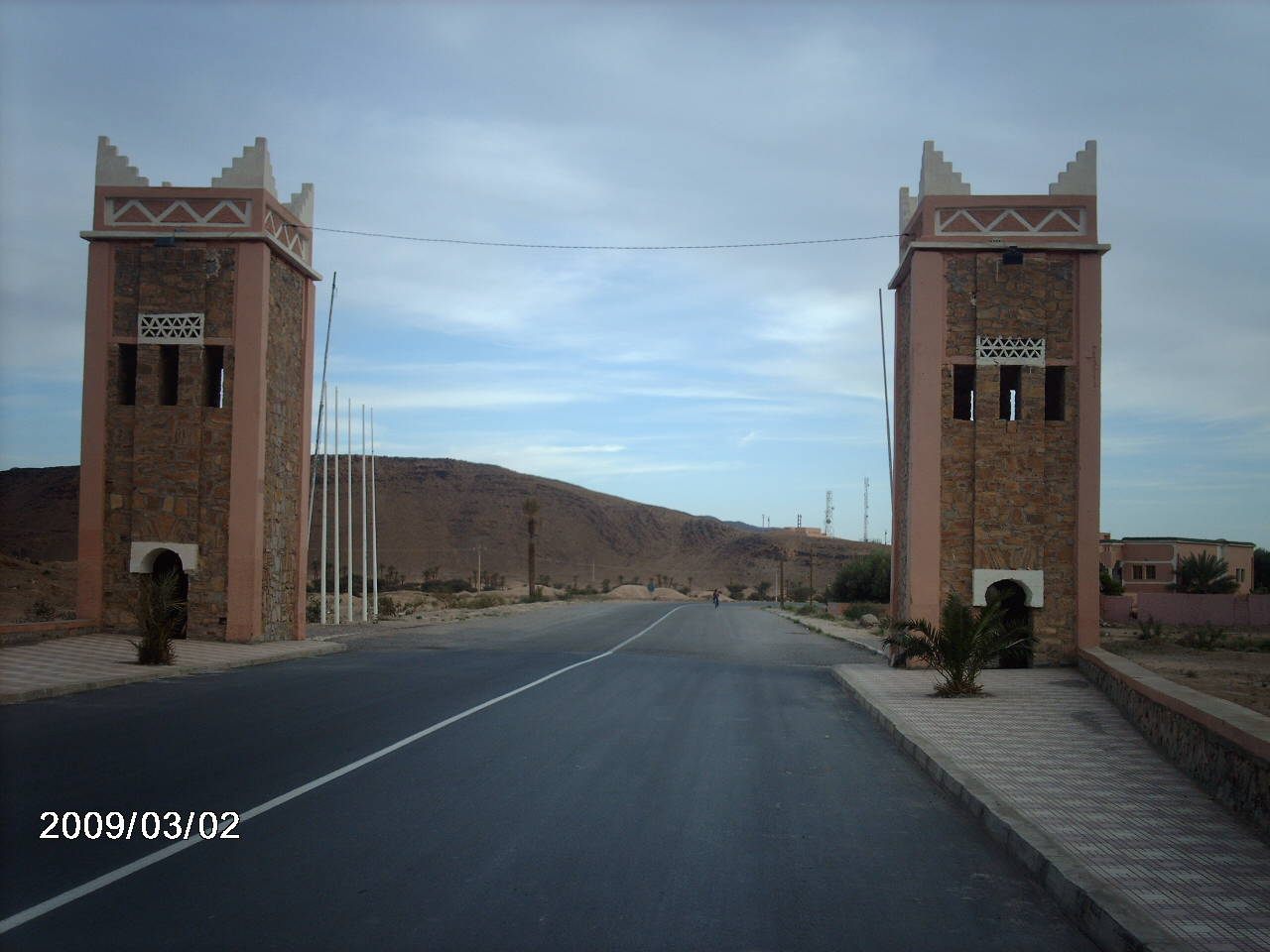
طاطا

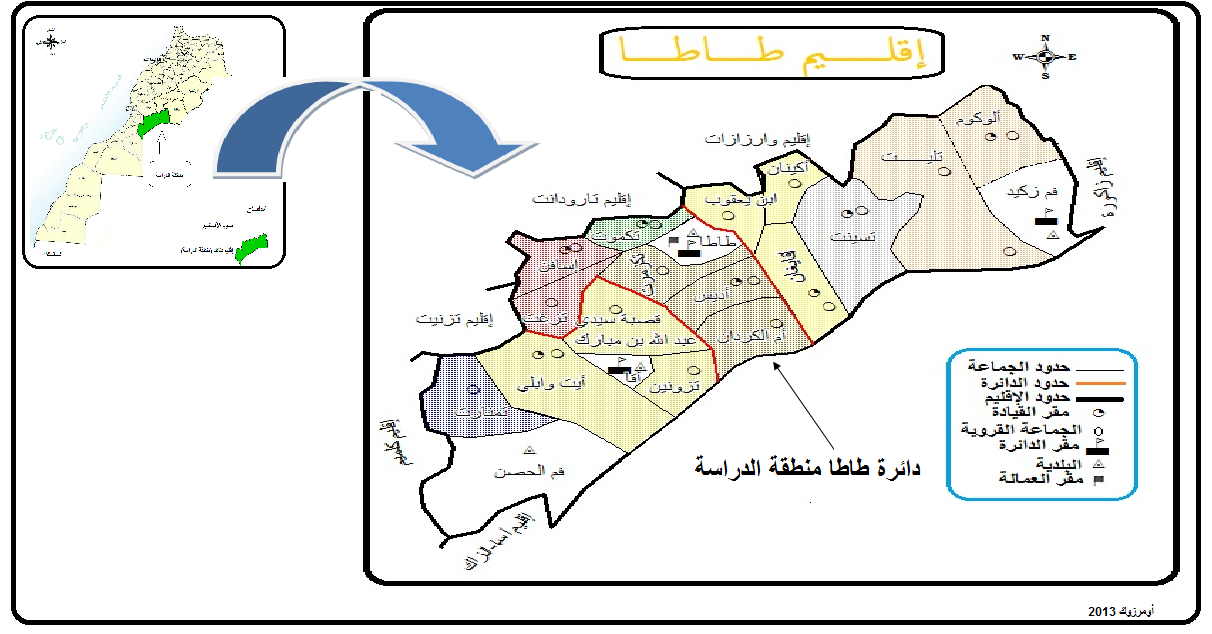

طاطا مدينة مغربية تقع في الجنوب الشرقي للمملكة، وتبعد عن مدينة العيون المغربية ب 724 كم. المدينة تقع قرب الحدود الجزائرية، تحيط بها كل من أقاليم ورزازات، تيزنيت، كلميم، اسا، تارودانت وزاكورة. وتضم 18.611 نسمة، تشتهر هذه المدينة بالنخيل والتمور.

## مفهوم كلمة طاطا
انطلاقاً من التاريخية-اللسنية، فالمنطقة معروفة تاريخيا ب: ’أسيف ن ولت’ وتعني باللغة الأمازيغية (وادي النوبة)، فكلمة ’ولت ’ مشتقة من فعل ك ’يوالا’ الذي أخذ منه المصدر ’ أوولو’ هذا المصدر الذي يؤنث غالبا ليصير ’ تاوولوت ’ الكلمة المؤنثة التي تم إيجازها لتصير «ولت»، وكان الوادي ولا يزال ينعت لدى القبائل المحيطة به بهذا الاسم «أسيف ن ولت» أو «ولت»، ولما جاء العرب إلى المنطقة وبدأوا يوثقون للمعاملات المدنية والتجارية كتبت كلمة «ولت» الأمازيغية بلفظ» وُلْتَةَ «الممنوع من الصرف ومع مرور الأيام حذف الحرفان الأولان وبقيت «تاتا» فتم تفخيمها لتصبح «طاطا»، وهناك من يعزي هذه الكلمة إلى فعل أمازيغي وهو «ئتاتا» بمعني «تريث» في الأمر أو إلى فعل آخر وهو «ئطاطا» بعنى «استراح» أو كلمة «تاضا» الدالة في لغة الأطلس المتوسط على «الحِلْف»، ولكن سواد لفظة «ولتاتة» في الكتب التاريخية التي أشارت إلى بعض الأحداث بجنوب الأطلس الصغير (انظر رحلة خلال جزولة «الجزء الثالث» لمحمد المختار السوسي) إشارة لمنطقة تحادي وادي درعة يدل على أن طاطا كلمة محرفة عن هذا الأصل التاريخي الذي تم تغييره ليناسب الأصوات العربية المكتوبة، وفي بعض الموسوعات الأجنبية لوحظ أن «طاطا» كاسم يطلق على مكان معين يوجد في بعض البلدان الإفريقية المحادية للصحراء.

## إطلالة تاريخية
استوطن الإنسان أرض هذا الإقليم منذ عهود غابرة تعود حسب ما تنطق به النقوش الصخرية التي تنتشر عبر سلسلة باني الأدنى إلى ما ينيف عن 10 آلاف سنة، وكان قاطنو هذه المنطقة في العصر الوسيط منقسمين بين التجمعات السكانية القديمة التي أتى عليها الخراب كمدينة تامدولت بناحية أقا ومدينة سابور بناحية تاكَموت وغيرها مما لم تدركه أقلام المؤرخين وتتكون كذلك من جماعات ألفت حياة  الترحال بحثا عن الكلأ وكان هؤلاء السكان في ماقبل التاريخ يدينون بديانة وثنية إلى أن وفد اليهود على المنطقة أثناء الهجرات التي تسبب فيها البابليون بالهلال الخصيب، ولما جاء الإسلام انتشر، وكان لهذه المنطقة الفضل الكبير في نشوء دولتين أمازيغيتين إسلاميتين كبيرتين هما دولتا المرابطين والسعديين، ولكن القطيعة بين المنطقة ومراكز الحكم بمراكش وفاس والرباط ظلت تفرض نفسها وتترك الناس تائهين في ظل بلاد السيبة والحروب القبلية التي دمرت القرى وبددت الوثائق على امتداد الدولة الإسلامية، وكان لبعض الزوايا تأثير ملحوظ في استقطاب الناس والقيام على أمورهم لعدة قرون.
كما كانت طاطا ونواحيها آخر منطقة غزاها الاستعمار الفرنسي الذي تمكن من استمالة القائد الدوبلالي بونعايلات وعين حكاما له في مراكز أقا وطاطا وتيسينت، وبعيد الاستقلال اتخذت عناصر جيش التحرير هذه المنطقة كمنطلق لمهاجمة القوات الفرنسية التي لا زالت قابعة بمناطق توات وتيندوف والقوات الإسبانية التي ظلت تحتل الساقية الحمراء ووادي الذهب، ولكن المؤامرة الكبرى التي عجلت بحل هذا الجيش جعل صوت المنطقة يخبو، وسوف تظل في طي النسيان إلى أن برزت قضية الصحراء مرة أخرى ليتم إحداث إقليم طاطا.

## إطلالة جغرافية
يقع إقليم طاطا في المنطقة المتواجدة في وسط سلسلة باني جنوب الأطلس الصغير وتحتل السفوح الجنوبية لباني الأعلى والسفوح الشمالية والجنوبية لباني الأدنى ويتكون من ثلاث دوائر هي: دائرة طاطا التي تشمل طاطا وتاكَموت وئسافن. ودائرة أقا التي تشمل أقا وأيت وابلي وتامانارت. ودائرة فم زكَيض وتشمل فم زكيض وألوكوم والفيجاء وتيسينت.

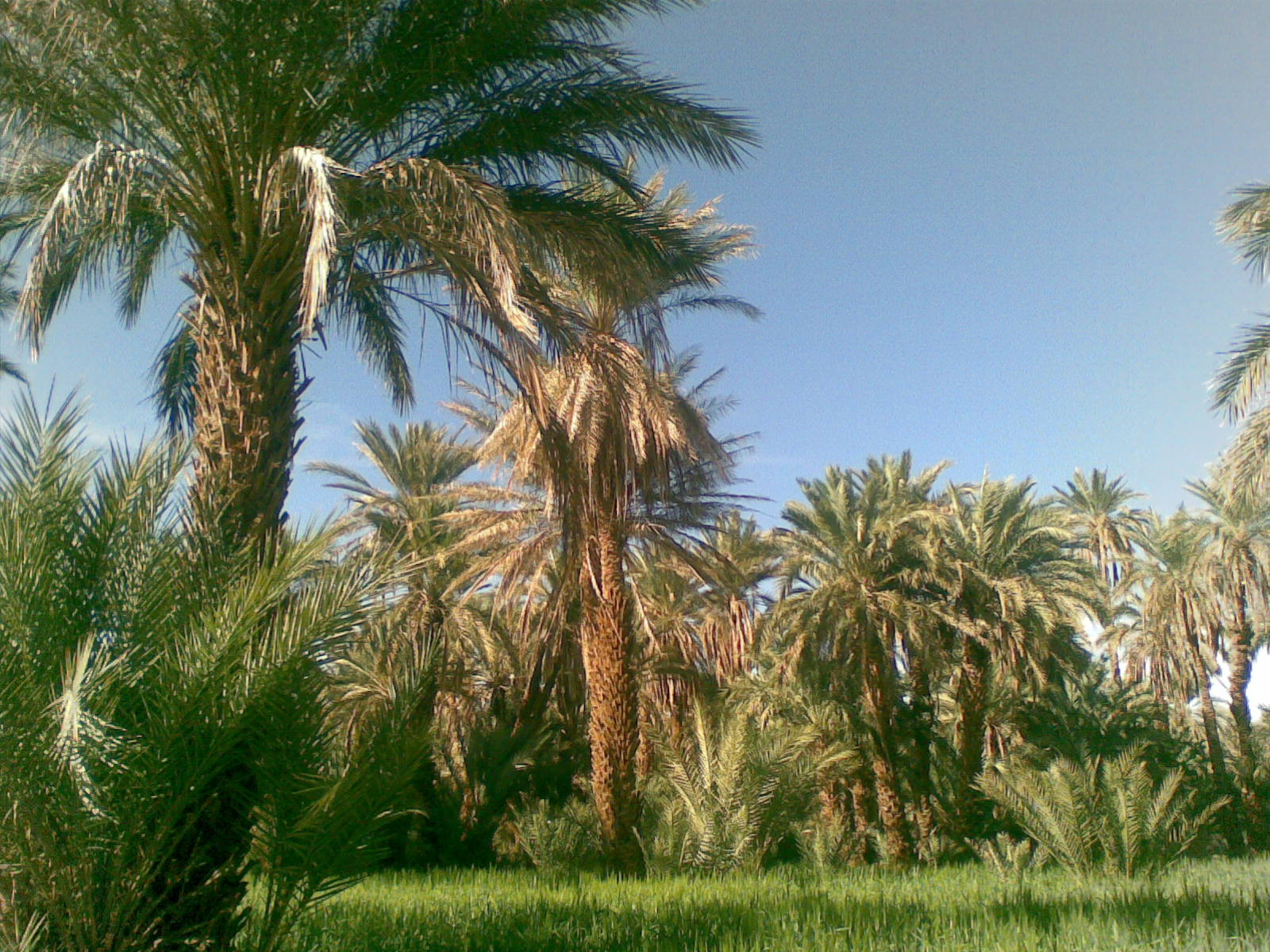

## الطبيعة
تتضمن تضاريس المنطقة تشكيلات من الجبال والشعاب والرقوق والواحات المستقرة على أهم الوديان تمتد بين الجزء الجنوبي من أعالي الأطلس الصغير الأوسط شمالا ووادي درعة جنوبا. وغطاؤها النباتي معظمه من السهوب والشجيرات الشوكية وأشجار المناطق الشبه-صحراوية كالسدرة والطلح في الغابة ومن أشجار النخيل وبعض أشجار الفواكة المتكيفة مع مناخ المنطقة في الواحات. ومناخها شبه صحراوي وقاري جاف، شديد الحرارة صيفا وبارد إلى شديد البرودة شتاء، ويبلغ معدل التساقطات المطرية ما يناهز ال100 ملم سنويا، كما تهب العواصف الجنوبية الرملية في فصل الصيف، والرياح الشديدة أثناء تساقطات الخريف والشتاء والربيع بالشمال.

## السكان

### التركيبة السكانية
1. الأمازيغ الذين عاشوا في المنطقة منذ ما يقرب من 10 آلاف سنة، ويعتبر وادي طاطا الفاصل الرئيسي بين حلفي جزولة وسكتانة المصموديين..

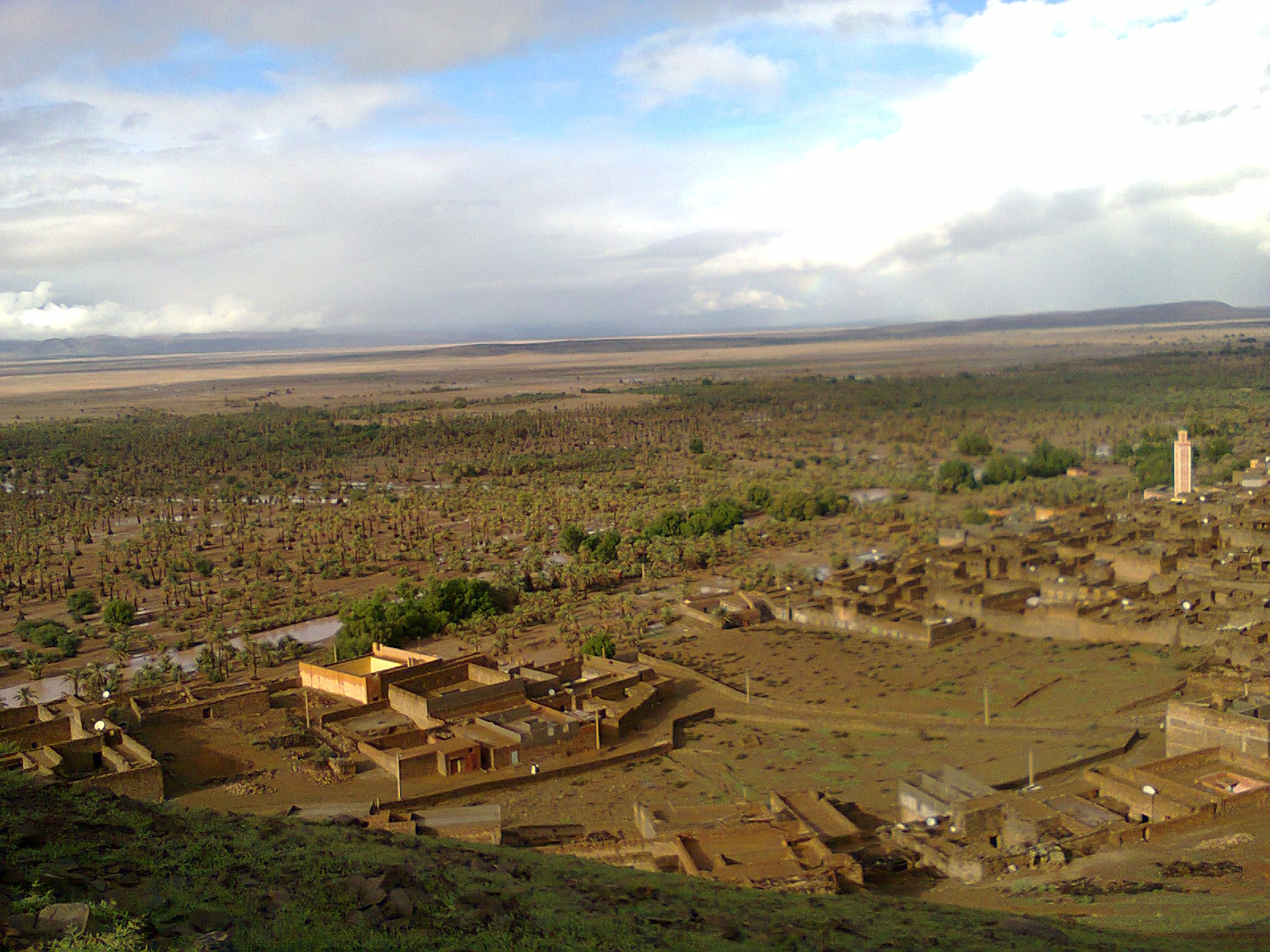
مشهد افقي من جبل بمدينة طاطا

2. مشهد افقي من جبل بمدينة طاطا الأفارقة السود الذين تم استيطانهم بالمنطقة في فترات تبتدئ بما قبل الإسلام ولعل أهم فترة وفد فيها إخواننا من المناطق الاستوائية هي الفترة الواقعة بين عهد يوسف بن تاشفين المرابطي وعهد مولاي إسماعيل العلوي، وقد ذاب هولاء الأفارقة في الثقافة الأمازيغية مع مرور الزمن
3. العرب الذين استوطنوا المنطقة على مرحلتين أولاهما فيما بين القرنين السادس والسابع الهجري إثر وفود قبائل بني هلال وبني سليم إلى المغرب الأقصى، والثانية في القرن التاسع عشر الميلادي حيث وفدت على المنطقة قبائل من الساقية الحمراء.

وقد انصهرت هذه الإثنيات الثلاث في بوتقة متآلفة، ولعل أهم سمات هذا التآلف والتآخي التحامها من أجل صد مختلف أصناف الغزو الأجنبي التي تعرضت لها المنطقة كالغزو الفرنسي والتحامها على مستوى التزاوج بين الأسر.

### أنماط العيش
+ قديما ينقسم السكان إلى فصيلين هما:
- المستقرون بالواحات وأعالي الجبال المشتغلون بالزراعة، ففي الواحات تزرع أصناف من الحبوب كالشعير والذرة والقمح كما تزرع بعض الخضروات والأشجار المتكيفة مع المناخ كالنخيل والزيتون والمشمش والتين والرمان والجزر واليقطينيات والبصل بالإضافة إلى علف البرسيم، وقد أنشأ سكان الواحات على مر الزمن ترعا لجلب مياه الفيض وسقي الأراضي البورية، أما سكان الجبال فيعتمدون في الزراعة على المدرجات الجبلية والأمطار الموسمية وأهم منتوج لديهم هو الشعير وأشجار اللوز،
- الرحل وأنصاف الرحل، فالرحل ينتقلون بقطعانهم من الماعز والغنم والجمال بالسفوح وعلى جوانب وادي درعة وأغلبهم ينتمون إلى العرب والصنهاجيين الذين ألفوا الانتقال من منتجع إلى آخر بالمنطقة، أما أنصاف الرحل فهم يوجدون ببعض المناطق الجبلية حيث يألف السكان أن يستقروا بالوادي شتاء وبأعالي الجبل صيفا ويشتغلون بالزراعة وتربية الماعز والأغنام...

أما اليوم فعلى الرغم من بعض سمات التمايز بين المستقرين والرحل وأنصاف الرحل التي لا زالت عالقة بالتجمعات السكانية في الإقليم، فإن طابع الاستقرار هو السائد، ويعزى ذلك إلى التغيرات التي طرأت على البنية الاقتصادية والاجتماعية حيث أصبح الاعتماد على اليد العاملة المهاجرة والانتظام في الحقل الخدماتي والتجارة بالمدن والوظيفة العمومية في تمويل الأسرة هو الأساس لدى الكثير ممن كانوا بالأمس يعتمدون على الإنتاج المحلي...

### السمات الثقافية
يتمسك سكان المنطقة بسماتهم الثقافية أشد التمسك، ويمكن استقراء هذا التمسك من خلال:
14- اللغة السائدة: وهناك لغتان متجانستان في المنطقة:

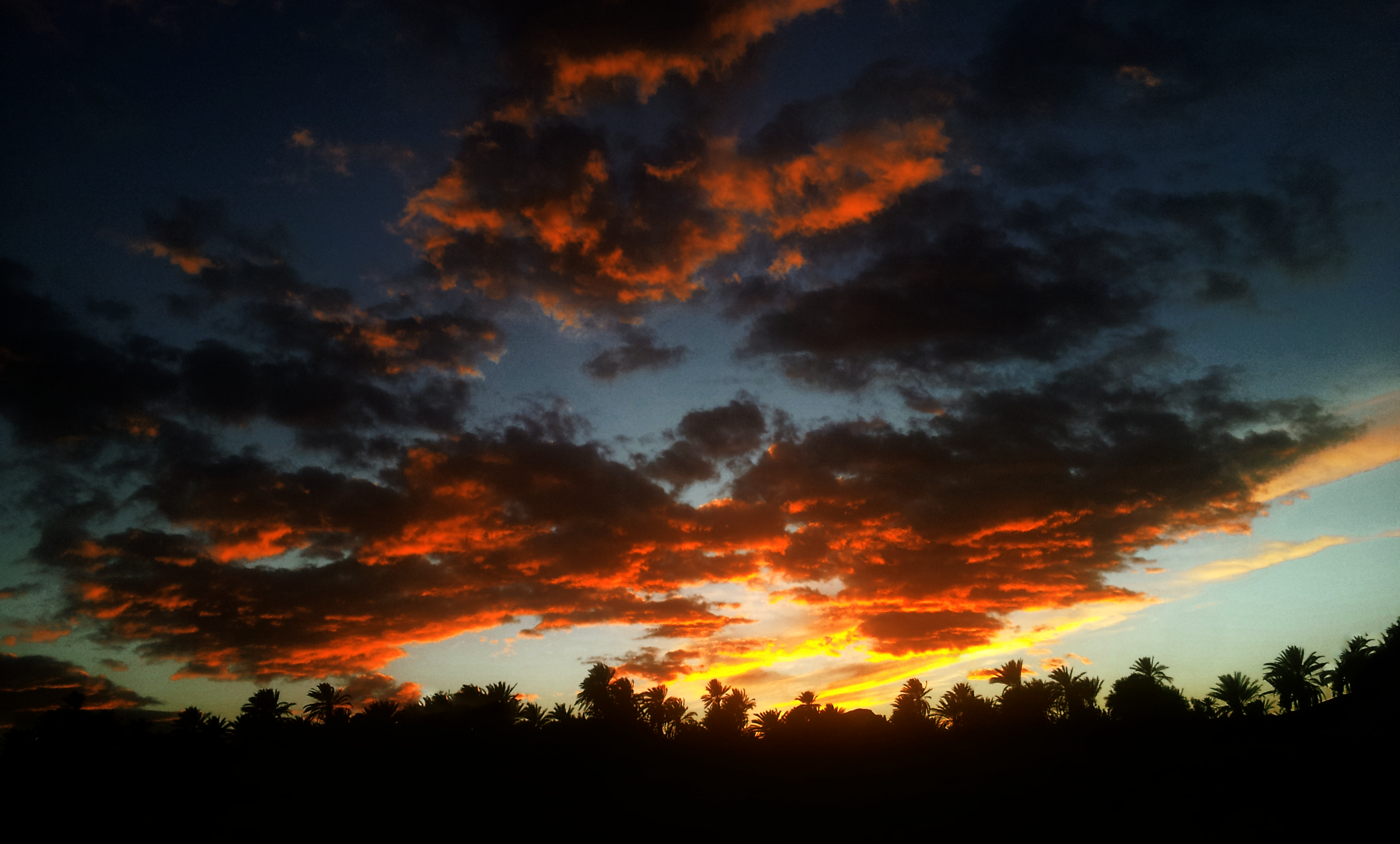
غروب الشمس مدينة تسينت اقليم طاطا

الأولى: اللغة الأمازيغية: وهي اللغة السائدة في التخاطب والتعامل لدى أكثر من 80% من سكان المنطقة.
الثانية: اللغة العربية.
2- الفنون السائدة: وهي أشد تنوعا ولا زال السكان يتفانون في الولاء لها وهي إما فنون عربية أو أمازيغية أو ذات أصل إفريقي:
+ الفنون الأمازيغية:
- ويمكن معالجتها من خلال أصناف التعبير الفني:

أولا: التعبير بالكلمة: ويمثل الشعر أبرز فن في هذا المجال ويسمى بالمنطقة ب«تانضٌامت» نسبة إلى لفظة «النظم» باللغة العربية أما اسمه القديم فهو«ؤِرار» أو «تامديازت» ويؤدى الشعر شفويا بالغناء «تالغات» في عدة فنون.
ثانيا: التعبير بالحركة أو الرقص ويسمى ب«أشطاح» أو «أموسٌو» ومنه نموذج يسمى ب«تيغاريوين» ويؤدى بواسطة زي خاص ومن خلال فنون سوف نراها.
ثالثا: التعبير بالصوت: ويسمى «تالغات» أو «لغا» وربما اشتقت الكلمة من اللغو استهزاء، أما الاسم القديم له فهو «أنيا» ويختلف هذا الصنف من التعبير من فن إلى فن.
رابعا: التعبير بالإيقاع: وتستعمل له عدة آلات منها الطارة «تالونت» والطبل «كَانكَا» والقراقب «تيقرقاوين» والناقوس «أناكَنا» كما يستعمل المزمار «اعواد أو تاغانيمت» في غرب باني، وتختلف الإيقاعات حسب الفنون الميدانية.
- كما تمكن معالجتها من خلال فنون أسايس:

- فن «أهناقار» وتجتمع فيه أصناف التعبير التي رأيناها ويؤدى في جميع الأفراح وله أوزانه الشعرية وإيقاعاته الخاصة به أما بالنسبة للأصوات فلا زال الفنانون يبدعون فيها في حين أن الحركات القديمة بدأت تتلاشى لتحل محلها حركات جديدة بفعل التثاقف، وينتشر هذا النموذج في إقليم طاطا بتاكَموت وطاطا وئسافن وأقا، وقد يمهد لهذا الفن بفن آخر هو «ئريزي» وهو وصلة خاصة بالدخول إلى أسايس أو إلى القرية التي تستضيف الفنانين.
- فن «درست» ولأشعاره وزن واحد ويؤدى في طاطا عادة يوم الثلاثاء كهدية من العريس إلى العروس، ويمتاز بالحواريات الشعرية الطويلة الساخنة التي تأتي على شكل نقائض ومواجهات بين أكابر الشعراء. ولهذا الفن أشكال أخرى بغرب باني (أقا وتامانارت) وبمنطقة الفيجاء.
- فن ئسمكَان: وهو فن ذو أصل إفريقي له أوزانه الشعرية ونغماته الخاصة به وقد كان فيما مضى يؤدى باللغة الإفريقية «تاكَناوت» فحلت محلها اللغة الأمازيغية شيئا فشيئا وأهم أدواته الطبل والطارة والقباقب ولا زال يؤدى في قرية توزونين بأقا وقرية «يمي نتاتلت» بالفيجاء
- فن أكُوال: وتؤديه الفتيات والنساء بمساعدة جوقة الرجال وله أصناف أربعة بإقليم طاطا: نموذج ئسافن ونموذج غرب باني ولا يختلف على سابقه إلا في الزي، ونموذج تاكَموت وطاطا ونموذج أسكُتي الذي ينتشر بجبال الفيجاء، وتتشابه هذه النماذج في الأصوات والأوزان وغالبا ما تختلف في الإيقاعات والحركات..
- فن تازرارت: وهو حوار شعري بين المرأة والرجل غالبا ما يعتمد فيه المتحاوران على المحفوظ من الشعر وله أصواته ونغماته وأوزانه الخاصة به إلا أن الكثير من ممارسيه اليوم بدؤوا يستعملون أوزان الفنون الأخرى، ويؤدى في الأعراس والمناسبات الحميمية ك«أووديد».
- فن تاماووشت: وهو حوار شعري ليلي تتسامر به مجموعتان من الرجال والنساء وله أوزانه ونغماته الخاصة به وقد انقرض أداء هذا الفن منذ الثمانينات بالمنطقة.
- الفنون العربية: وتشبه الفن الأمازيغي في أدوات التعبير سوى أن عرب أولاد جلال وأولاد بلال لا يستعملون الطارة والقراقب ومن أهم الفنون العربية المعروفة بالمنطقة:
- فن «لهرمة»: ويؤدى على ثلاث مراحل: مرحلة لموقف ومرحلة «شد» تتخللهما مرحلة «نهيم» التي تكون خاتمة للحوار الشعري وبصاحبها الرقص وأثناءها تتقدم فتيات لأداء رقص خفيف وسط الرجال الواقفين في صف متراص قبالة الجمهور.
- فن «ركبة» يبتدئ بوصلة «تلاولا» الاستدراجية وتشارك فيه النساء بصفهن يؤدين مع الرجال رقصة خاصة بنغمات خاصة وقد يتخلله حوار شعري غنائي في مرحلتي الموقف والشد ويمتاز به أولاد جلال.
- فن تشاركَا ويقابل فن تازرارت الأمازيغي لكنه فد يتخلل فتي الهرمة والركبة
- فن الطبل وهو حوار شعري ليلي يؤدي من طرف مجموعتين من الرجال والنساء ويلقي فيه الشعراء قصائد طويلة ويشبه إلى حد بعيد فن تاماووشت سوى أنه يمتاز بإيقاع الطبل وله أوزانه، ونغماته.
- فن الرسم وهو حوار غنائي يؤديها الرجال داخل غرفة أو فناء تكتسي اشعاره صبغة دينية له وزنه الخاص به.
- فن الكدرة وهو مشهور في منطقة باني ووادنون.
- فن الشامرة يؤديه الدوبلاليون يردد خلاله الرجال أشعارا خاصة وهم متحلقون قابعون على ركابهم بإيقاع التفيق والراقصات وسطهم يلوحن بأيديهن ورؤوسهن الملتمة.
- فن الهوارية يشبه في هيئته وادواته فن أحواش لكن أشعاره من الزجل العربي ولا زال يؤدى في قرية أنغريف بطاطا ولكن بأشعار محفوظة فقط.

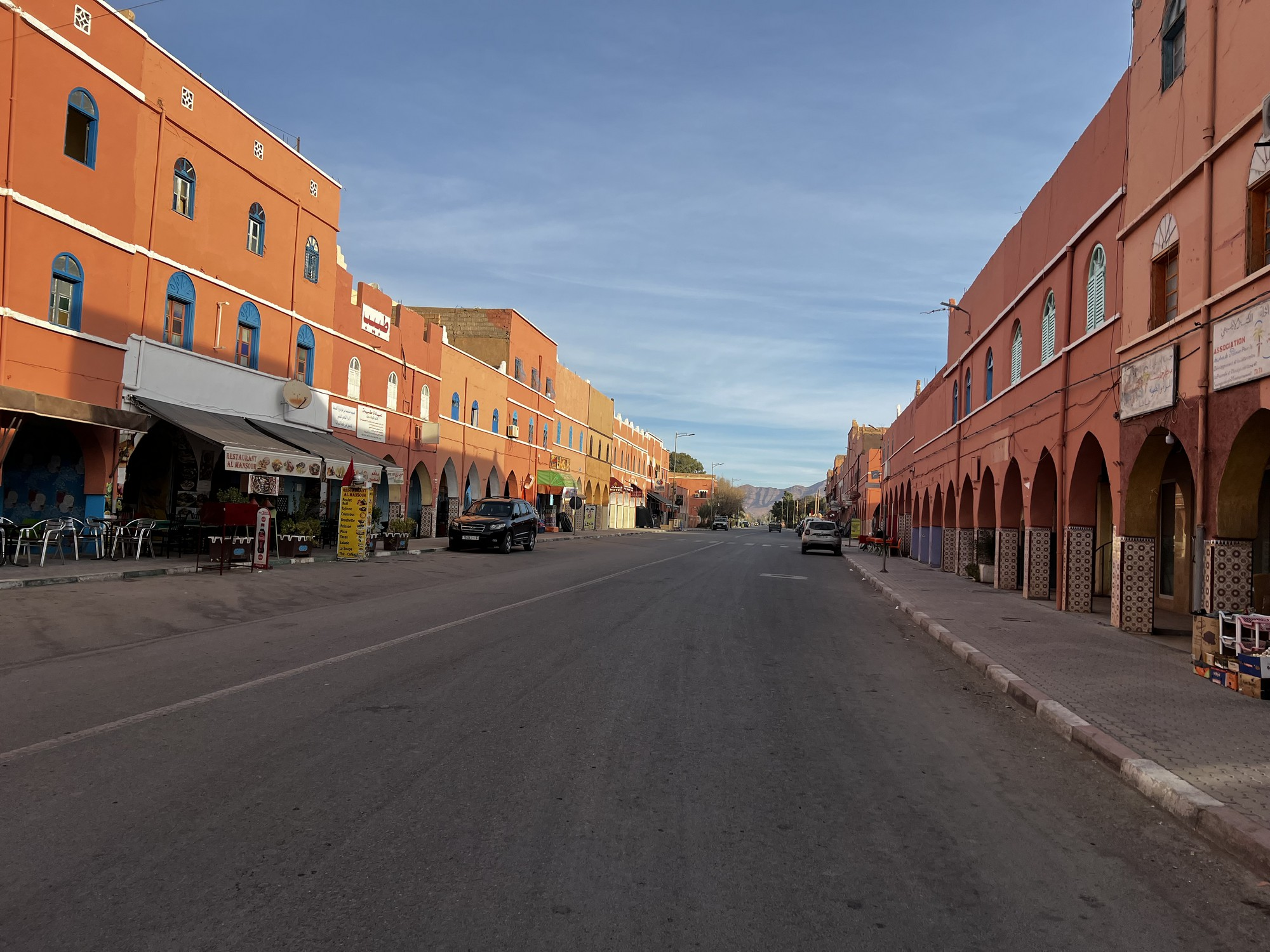
الشارع الرئيسي في طاطا

## العادات والتقاليد
أن الموروث الشعبي من العادات والتقاليد القديمة بدأ يتلاشى شيئا فشيئا بسبب الغزو الثقافي الذي حملته ولا زالت تحمله الوسائل السمعية البصرية وبسبب السلوكات التي حملها الوافدون على الإقليم منذ إحداثه في نهاية السبعينات، ولكن بعض الجيوب القبلية العربية والأمازيغية على السواء لا زالت وفية لموروثها الحضاري والثقافي ويتجلى ذلك في أنماط اللباس والتقاليد المصاحبة لبعض المواسم الدينية والفلاحية ومن أهم الجوانب الأكثر إثارة في هذا الموروث:
- المواسم المشهورة كموسم بن يعقوب بإمي نتاتلت الذي يقام في شهري مارس والموسم الكبير يوم 16 17 18 19 20 أبريل من كل سنة وموسم محند بن إبراهيم التامانارتي الذي يقام في شهر سبتمبر ومواسم قبيلة ئبركاك بإسافن وموسم ئداوتينست بإسافن وموسم سيدي عبد الله بن مبارك بأقا.
- عادات الأعراس وهناك بصيص من الطقوس التي طالما احترمها السكان لا زالت سائدة في بعض المناطق كإسافن مثلا.
- تقاليد بعض الأعياد والشهور الدينية كعاشوراء وشهر رمضان.

## طالع
- التمور في المغرب